# Carolle Zahi
Carolle Zahi, född 12 juni 1994 i Bingerville i Elfenbenskusten, är en fransk friidrottare som främst tävlar i kortdistanslöpning.
Zahi har blivit fransk mästare på 100 meter fyra gånger (2017, 2018, 2019, 2020) och på 200 meter tre gånger (2018, 2020, 2021). Hon har även blivit fransk inomhusmästare på 60 meter tre gånger (2016, 2018, 2025)

## Karriär
Vid olympiska sommarspelen 2020 i Tokyo var Zahi en del av Frankrikes lag tillsammans med Gémima Joseph, Cynthia Leduc och Orlann Ombissa-Dzangue som slutade på sjunde plats i 4×100 meter stafett.

## Personliga rekord
- 60 meter – 7,11 (Birmingham, 2 mars 2018)[7]
- 100 meter – 11,01 (Albi, 7 juli 2018)[7]
- 200 meter – 22,85 (Ninove, 3 augusti 2019)[7]